# Живкович, Димитрие
Димитрие Живкович (серб. Димитрије Живковић, Dimitrije Živković) (1884 — 1961) — югославский военный деятель, генерал.

## Биография
Участвовал в Первой мировой войне.
В межвоенный период занимал командные посты в королевской армии до 1939 года.
В 1941 году был вновь призван на службу. Во время вторжения германской армии в Югославию командовал 6-й отдельной армией. В состав армии (при начальнике штаба бригадире Кедомире Скетиче) входили 3-я Дунавская (генерал-лейтенант Петар Любичич), 49-я Сремская (генерал-лейтенант Йован Антич) пехотные дивизии, Савский и Банатский отряды. Армия была разбиты, Живкович был взят в плен.
До 1945 года находился в концлагере. После освобождения отказался вернуться в ставшую социалистической Югославию и эмигрировал в Западную Германию.